# TED Ankara Kolejliler Spor Kulübü
Il TED Ankara Kolejliler Spor Kulübü è una società polisportiva avente sede ad Ankara, in Turchia, fondata nel 1954.
La polisportiva è attiva nei seguenti sport:
- calcio[1]
- karate[2]
- kayak[3]
- nuoto[4]
- pallacanestro, con una squadra femminile[5] e una maschile[6]
- pallamano[7]
- pallavolo, con una squadra femminile[8] e una maschile[9]
- pentathlon moderno[10]

## Sezione pallacanestro
La squadra maschile gioca nel campionato turco, e disputa le partite interne nella Ankara Atatürk Spor Salonu, che ha una capacità di 4.500 spettatori.

### Palmarès
- Coppa di Turchia: 1

1973
- Türkiye 2. Basketbol Ligi: 1

2011-2012